# 三重反応
三重反応（さんじゅうはんのう、英:triple response）とは皮膚を引っ掻いた時に生じる発赤、浮腫、周囲の潮紅からなる反応。遊離したヒスタミンによる反応であり、ヒスタミンを局所に適用すると同様の反応が観察できる。